# Eike Onnen
Eike Onnen (Hannover, 3 agosto 1982) è un altista tedesco.
In carriera vanta una medaglia di bronzo, conquistata agli europei di Amsterdam 2016. I suoi primati della specialità sono 2,34 m, stabilito outdoor, e 2,31 m, stabilito indoor.

## Biografia
Il 22 maggio 2016 ottiene la qualificazione a Rio de Janeiro 2016, grazie ai 2,29 m raggiunti nella città di Garbsen. I giochi olimpici riservano però una delusione all'atleta di Hannover, in quanto il tedesco si ferma alle qualificazioni con la misura di 2,26 m.
Vince la sua prima medaglia internazionale agli europei di Amsterdam 2016, facendo registrare 2,29 m che gli valgono il bronzo a pari merito con Chris Baker. Segue quindi una buona prestazione al Meeting di Eberstadt, dove raggiunge i 2,32 metri prima di fallire tre salti a 2,36 m.
Il 14 maggio 2017, nella sua città natale di Hannover, si qualifica per Londra 2017 con un salto di 2,30 m, misura minima per ottenere l'accesso alla rassegna mondiale. Un mese dopo rappresenta la Germania agli europei a squadre di Lilla, dove con un salto di 2,22 m si aggiudica il terzo posto alle spalle del francese Mickaël Hanany (2,26 m) e dell'italiano Marco Fassinotti (2,22 m).

## Palmarès
| Anno | Manifestazione   | Sede           | Evento        | Risultato | Prestazione | Note |
| ---- | ---------------- | -------------- | ------------- | --------- | ----------- | ---- |
| 2001 | Europei under 23 | Amsterdam      | Salto in alto | 5º        | 2,23 m      |      |
| 2007 | Mondiali         | Osaka          | Salto in alto | 7º        | 2,26 m      |      |
| 2011 | Mondiali         | Taegu          | Salto in alto | 15º (q)   | 2,28 m      |      |
| 2012 | Europei          | Helsinki       | Salto in alto | 10º       | 2,20 m      |      |
| 2015 | Mondiali         | Pechino        | Salto in alto | 12º       | 2,25 m      |      |
| 2016 | Europei          | Amsterdam      | Salto in alto | Bronzo    | 2,29 m      |      |
| 2016 | Giochi olimpici  | Rio de Janeiro | Salto in alto | 24º (q)   | 2,26 m      |      |
| 2017 | Mondiali         | Londra         | Salto in alto | 10º       | 2,20 m      |      |
| 2018 | Europei          | Berlino        | Salto in alto | 8º        | 2,19 m      |      |

## Altre competizioni internazionali
2017
- Campionati europei a squadre di atletica leggera ( Villeneuve-d'Ascq)
- Bronzo agli Europei a squadre, ( Villeneuve-d'Ascq), Super League, salto in alto - 2,22 m